# Бенгкулу
Бенгкулу (инд. Bengkulu), једна је од 34 провинције Индонезије. Позната је и под називом Јужна Суматра. Провинција се налази на острву Суматра у западном делу Индонезије. Покрива укупну површину од 19.919 km² и има 1.715.518 становника (2010). 
Центар провинције је истоимени град Бенгкулу.

## Демографија
Становништво чине: Рејанци (60%), Јаванци (22%), Серавајци (18%) и други. Доминантна религија је ислам.
| 1971.   | 1980.   | 1990.     | 1995.     | 2000.     | 2010.     |
| ------- | ------- | --------- | --------- | --------- | --------- |
| 519.316 | 768.064 | 1.179.122 | 1.409.117 | 1.567.436 | 1.715.568 |

## Галерија
- Град Бенгкулу
- Бенгкулу ратници